# Lijst van Bodhisattva's
In het boeddhisme is een Bodhisattva een belangrijke boeddhistische heilige die het boeddhaschap niet heeft geaccepteerd. Hij/Zij accepteert het pas als alle levende wezens het westelijke paradijs hebben bereikt. Bodhisattva's zijn in een hoge graad van verlichting. Bodhisattva betekent letterlijk "verlichting (bodhi) zijn (sattva)" in het Sanskriet.
Het volgende is een gedeeltelijke lijst van Bodhisattvas die in het Mongoolse, Tibetaanse, Japanse, Koreaanse en Chinese boeddhisme worden vereerd.

## Lijst van Bodhisattva's
- Akasagarbha

(Ch. 虛空藏　, Xu Kong Zang, Kr. Huh Gong Zang, Jp. Kokuzo) - De Bodhisattva van oneindig geluk die eindeloos bewuste wezens helpt. 
- Avalokitesvara

(Ch. 觀音　, Guan Yin, Kr. Guan Um, Jp. Kannon, Tib. Chenrezig) - De Bodhisattva van compassie en mededogen. Ze staat bekend als Guan Yin in Oost-Azië, Chenrezig in Tibet en Migjid Janraisig in Mongolië.
- Ksitigarbha

(Ch. 地藏　, Di Zang, Kr. Ji Zang, Jp. Jizo, Tib. Sai Nyingpo) - De Bodhisattva van de wezens in de boeddhistische hel.
- Mahasthamaprapta

(Ch. 大勢至, Da Shì Zhì, Kr. Dae Sae Zhi, Jp. Seishi) - Representeert de kracht van wijsheid en staat aan de linkerzijde van Amitabha in het Zuiver Land-boeddhisme.
- Maitreya

(Ch. 彌勒　, Mi Le, Kr. Mi Ruk, Jp. Miroku) - De Bodhisattva die herboren zal worden en in verlichting zal komen. Hij zal de opvolger van Gautama Boeddha worden.
- Manjusri

(Ch. 文殊　, Wen Shu, Kr. Moon Soo, Jp. Monju, Tib. Jampal Yang) - Bodhisattva van de scherpe voorzichtigheid en wijsheid. 
- Nagarjuna

(Ch. 龍樹, Long Shu) - De stichter van de Madhyamakaschool in het Mahāyāna Boeddhisme.
- Niō

Twee sterke gespierde bewakers van de Boeddha. Ze staan tegenwoordig vaak aan de ingang van boeddhistische tempels in Japan en Korea. Ze zijn de manifestaties van de Bodhisattva Vajrapani. 
- Padmasambhava

(Ch. 蓮華生上師,  Lianhuasheng Shang Shi, Tib. Padma Jungne or Guru Rinpoche) - Deze wordt het meest vereerd in het Tibetaans boeddhisme en Bhutanese boeddhisme. De nyingmaschool ziet Padmasambhava als een tweede boeddha. 
- Samantabhadra

(Ch. 普賢　, Pu Xian, Kr. Bo Hyun, Jp. Fugen, Tib. Kuntu Zangpo) - Bodhisattva van het practiseren en meditatie van alle Boeddha's.
- Sangharama

(Ch. 伽藍, Qie Lan) - Deze komt alleen voor in het Chinees boeddhisme, daoïsme en traditionele Chinese godsdienst. Sangharama refereert aan een groep van deva's die boeddhistisch kloosters en het geloof, de dharma, beschermen. 
- Shantideva

8e-eeuwse wijsgeer die over de Bodhisattva's schreef.
- Sitatapatra

De godin van de witte parasol en beschermer tegen het bovennatuurlijke gevaar.
- Skanda

(Ch. 韋馱, Wei Tuo) - Een Dharmapala die de dharma bewaakt. Hij heeft linken met Vajrapani en is vergelijkbaar met Murugan, een Hindoe godheid. Skanda wordt vooral vereerd in het Chinees boeddhisme. 
- Supushpachandra

Wordt genoemd in Shantideva's Een gids naar Bodhisattva's wegen van leven
- Suryavairocana

(Ch: 日光, Ri Guang, Kr. Il Guang, Jp: Nikkō) - Een van de twee helpers van Bhaisajyaguru Boeddha. 
- Tara

(Ch. 度母, Du Mu) - Vrouwelijke bodhisattva of set van Bodhisattvas in het Tibetaans boeddhisme. Zij representeert de deugden van succes in het werk en prestaties. Zij is ook een manifestatie van Avalokitesvara.
- Vajrapani

(Ch. 金剛手, Jin Gang Shou, Kr. Kum Kang Soo, Jp.Shukongojin, Tib. Channa Dorje) - Een vroege Bodhisattva in het Mahayana boeddhisme.
- Vasudhara

Bodhisattva van overvloed en vruchtbaarheid. Deze wordt vooral vereerd in Nepal.